# Ethel Sarel Barton
Ethel Sarel Barton, así publicado de su apellido de casada Gepp (21 de agosto de 1864 – 6 de abril de 1922), fue una naturalista y ficóloga inglesa quien se especializó en el estudio de algas marinas y destacada por su obra reordenando el género Halimeda.

## Biografía
Ethel Sarel Barton era aborigen de Hampton Court Green, en Inglaterra. Alrededor de 1872, la familia se mudó a Sussex.
En 1904, se casó con Antony Gepp (1862-1955), un colega botánico marino.

## Carrera
Barton trabajó como recolectora de especímenes para el Departamento de Botánica en el Museo Británico de Historia Natural; y, para Kew Gardens, y contribuyó con artículos a los: Journal of Botany, Journal of the Linnaean Society, y a otras publicaciones científicas, tanto bajo sus apelativos de nacimiento y de matrimonio. En 1900, ella publicó el primero de una serie de artículos sobre el género de macroalga  Halimeda , trabajando con una colección de especímenes que habían sido traídos del atolón Funafuti en el Pacífico Sur. Este trabajo la convenció de la necesidad de una seria reorganización del género, y ese mismo año, una colega alóloga Anna Weber-van Bosse le pide trabajar en otra colección de Halimeda, que venía de la Expedición Siboga a las Indias Orientales Neerlandesas. Esto condujo a su importante monografía de 1901, The Genus Halimeda, que permitió reducir el número de especies Halimeda a siete, desde más de dos docenas. Una revista contemporánea elogió su minucioso trabajo sobre este género, que "ha sido la desesperación de cada ficólogo durante años".
Las publicaciones como autora cesaron después de su matrimonio de 1904, cuando comenzó a colaborar con su marido. Ella murió en Torquay después de una larga enfermedad.

## Obra

### Algunas publicaciones

#### Como autora
- "Systematic and Structural Account of the Genus Turbinaria, Lamx" (1891)

- "On Notheia anomala, Harv. et Bail." (1899)

- The Genus Halimeda (1901)

- "List of Marine Algae, with a Note on the Fructification of Halimeda" (1903)

- "Chinese Marine Algae" (1904)

- "The Sporangia of Halimeda"

- "Antarctic Algae" (1905)

#### En coautoría con Antony Gepp
- "Rhipidosiphon and Callipsygma" (1904)

- "Some Cryptogams from Christmas Island" (1905)

- The Codiaceae of the Siboga Expedition (1911)

- "Marine Algae from the Kermadecs" (1911)

- Marine Algae of the Scottish National Antarctic Expedition (1912)

- La abreviatura «E.S.Barton» se emplea para indicar a Ethel Sarel Barton como autoridad en la descripción y clasificación científica de los vegetales.[6]